# Manupatia
Manupatia ist eine osttimoresische Aldeia im Suco Darulete (Verwaltungsamt Liquiçá, Gemeinde Liquiçá). 2015 lebten in der Aldeia 453 Menschen.

## Geographie
Manupatia bildet den Südwesten des Sucos Darulete. Nordöstlich liegt die Aldeia Lebu-Ae und nördlich die Aldeia Caileli. Im Nordwesten grenzt Manupatia an den Suco Dato, im Westen an den Suco Açumanu, im Nordosten und Süden an den Suco Darulete und im Südosten an das zum Verwaltungsamt Bazartete mit seinem Suco Leorema. Der Fluss Caicabaisala, ein Nebenfluss des Lóis, bildet mit seinem Tal die Südgrenze. Ein weiteres Tal grenzt die Aldeia nach Westen ab.
Im Norden befindet sich der Ort Manupatia. Daneben gibt es eine Reihe kleine Weiler und einzeln stehende Häuser. Einer der Weiler ist Fahate, im Südwesten der Aldeia.

## Politik
2023 wurde Martinho dos Santos Martins zum Chefe de Aldeia gewählt.